# Portefeuille (Arnon)
Der Portefeuille ist ein Fluss in Frankreich, der im Département Cher in der Region Centre-Val de Loire verläuft. Er entspringt beim Weiler La Prahas, im westlichen Gemeindegebiet von Saint-Saturnin, entwässert generell Richtung Nordnordost und mündet nach rund 30 Kilometern an der Gemeindegrenze von Saint-Pierre-les-Bois und Morlac als linker Nebenfluss in den Arnon.

## Orte am Fluss
- Vinabineau, Gemeinde Saint-Saturnin
- Goutte Noire, Gemeinde Saint-Maur
- Le Mas, Gemeinde Saint-Maur
- Saint-Maur
- Les Archers, Gemeinde Le Châtelet
- Le Châtelet
- Saint-Pierre-les-Bois
- Bagneux, Gemeinde Saint-Pierre-les-Bois